# East West 101
East West 101 es una drama australiano, aclamado por la crítica y ganador de varios premios logies y AFI. La serie comenzó sus transmisiones el 6 de diciembre de 2007. East West 101 se centra en las experiencias de los detectives de la unidad de delincuencia de la Brigada de Delito Mayor del área metropolitana de Sídney.
La serie fue producida y creada por Steven Knapman y Kris Wyld, y ha contado con actores y actrices invitados como Les Hill,  Myles Pollard, Josef Ber, Aaron Jeffrey, Damian de Montemas, Gyton Grantley, Tammy MacIntosh, Robert Mammone, Jacek Koman, Rena Owen, Claire van der Boom, Ian Meadows, Tom Hardy, Danielle Cormack, Nathaniel Dean, Edwina Ritchard, Tom Green, Firass Dirani, Nicole da Silva, George Houvardas, Richard Cawthorne, Gosia Dobrowolska, entre otros...
El 31 de marzo de 2011 se anunció que la serie terminaría y que la tercera temporada sería la última. La tercera temporada se estrenó el 20 de abril y terminó el 1 de junio del mismo año.

## Historia
La primera temporada se centró en la vida de los detectives Zane Malik, un musulmán y de Ray Crowley, un anglo-australiano quienes se enfrentan entre sí en una lucha por ganarse el respeto del otro. Ambos tratan de equilibrar el trabajo con sus propias creencias culturales y religiosas, que dan lugar a más tensiones entre ellos por las culturas, los egos y compañeros de trabajo. Algunas de las historias recurrentes de la temporada son la búsqueda de Zane por encontrar al hombre que le disparó a su padre, Rahman Malik y la lucha de Ray para superar la muerte de su hijo.
La segunda temporada se centra en el detective Zane Malik y cómo este queda atrapado en las secuelas de un coche bomba que mató a dos hombres y en la llegada del nuevo oficial nacional de estadísticas el agente Richard Skeritt. Pronto el equipo descubre que el ataque aparentemente tiene vínculos con una amenaza terrorista musulmana que el equipo se esfuerza por descubrir. 
Mientras tanto la serie también se centra en la comandante Patricia Wright y cómo esta debe de superar su tumultuosa relaicón con su familia incluyendo a su impredecible hermano Craig y a su padre Mick Deakin. Junto a ellos regresan Helen Callas quien está visiblemente embarazada, Sonny Koa y Jung Lim, juntos el equipo investiga los delitos que trascienden las fronteras culturales en el multicultural oeste de Sídney.
La tercera temporada exploró las consecuencias de las guerra en Irak y Afganistán a través de delitos cometidos en Australia. Al grupo se les unió el nuevo detective Neil Travis.

## Personajes[3]
| Actor             | Personaje       | Trabajo    | N.º de Episodios | Temporada   |
| ----------------- | --------------- | ---------- | ---------------- | ----------- |
| Susie Porter      | Patricia Wright | Inspectora | 20               | 2007 - 2011 |
| Don Hany          | Zane Malik      | Detective  | 20               | 2007 - 2011 |
| Aaron Fa'aoso     | Sonny Koa       | Detective  | 20               | 2007 - 2011 |
| Daniela Farinacci | Helen Callas    | Detective  | 20               | 2007 - 2011 |
| Matthew Nable     | Neil Travis     | Detective  | 7                | 2011        |
| Renee Lim         | Jung Lim        | Alguacil   | 20               | 2007 - 2011 |

### Personajes recurrentes
| Actor                | Personaje      | Empleo                              | Episodios | Duración         |
| -------------------- | -------------- | ----------------------------------- | --------- | ---------------- |
| Taffy Hany           | Rahman Malik   | Científico & Profesor Universitario | 19        | 2007 - 2011      |
| Tasneem Roc          | Amina Malik    | Administradora                      | 20        | 2007 - 2011      |
| Richard Carter       | Mick Deakin    | -                                   | 5         | 2008, 2009, 2011 |
| George Fayed         | Amir Malik     | -                                   | 14        | 2009 - 2011      |
| Lucy Abroon          | Yasmeen Malik  | -                                   | 14        | 2009 - 2011      |
| Robert Mammone       | Oliver Troy    | Coronel                             | 6         | 2011             |
| Aaron Jeffery        | Ryan Hunter    | Oficial                             | 3         | 2011             |
| Aden Young           | James Kendrick | ex-Soldado                          | 2         | 2011             |
| Victoria Haralabidou | Saja           | -                                   | 2         | 2011             |

### Antiguos Personajes Principales
| Actor            | Personaje       | Empleo             | Episodios | Duración    |
| ---------------- | --------------- | ------------------ | --------- | ----------- |
| Alin Sumarwata   | Sophia Angleton | Agente             | 9         | 2009        |
| Gerald Lepkowski | Richard Skeritt | Agente             | 7         | 2009        |
| William McInnes  | Ray Crowley     | Detective Sargento | 6         | 2007 - 2008 |

### Antiguos Personajes Recurrentes
| Actor          | Personaje    | Empleo | Episodios | Duración    |
| -------------- | ------------ | ------ | --------- | ----------- |
| Rick Cosnett   | Greg Small   | -      | 11        | 2007 - 2009 |
| Gyton Grantley | Craig Deakin | -      | 6         | 2009        |
| Irini Pappas   | Mariam Malik | -      | 6         | 2007 - 2008 |

## Episodios
La primera temporada contó con seis episodios, la segunda y tercera temporada estuvieron conformadas por siete episodios cada una.

## Premios y nominaciones
La serie ha sido nominada numerosas veces a los premios Logie y AFI (en categorías como actor y actriz más popular, más sobresalientes, mejor actor y actriz en un drama de televisión). El programa también ha sido nominado a los premios AWGIE.

## Producción
La serie fue producida y creada por Steven Knapman y Kris Wyld, quienes ya han trabajado juntos en series dramáticas como Wildside y White Collar Blue. La serie fue hecha por SBS junto con Film Finance Corporation de Australia y la Oficina de Televisión y Películas de Nueva Gales del Sur.
La segunda temporada terminó sus transmisiones el 24 de noviembre de 2009 y poco después se anunció que la serie tendría una tercera temporada la cual saldría al aire en el 2011.
East West 101 es filmada en los suburbios de Sídney, Auburn, Lidcombe, Redfern, Chinatown y Sefton.